# Crenulaspidiotus mini
Crenulaspidiotus mini är en insektsart som beskrevs av Davidson 1970. Crenulaspidiotus mini ingår i släktet Crenulaspidiotus och familjen pansarsköldlöss. Inga underarter finns listade i Catalogue of Life.